# Kanton Saint-Just-en-Chevalet
Der Kanton Saint-Just-en-Chevalet war bis 2015 ein französischer Wahlkreis im Arrondissement Roanne, im Département Loire und in der Region Rhône-Alpes. Er umfasste zehn Gemeinden, Hauptort war Saint-Just-en-Chevalet. Vertreter im conseil général des Départements war zuletzt Philippe Macke.

## Gemeinden
| Gemeinde               | Einwohner Jahr | Fläche km² | Bevölkerungsdichte | Code INSEE | Postleitzahl |
| ---------------------- | -------------- | ---------- | ------------------ | ---------- | ------------ |
| Champoly               | 325 (2013)     | –          | – Einw./km²        | 42047      | 42430        |
| Cherier                | 487 (2013)     | –          | – Einw./km²        | 42061      | 42430        |
| Cremeaux               | 906 (2013)     | –          | – Einw./km²        | 42076      | 42260        |
| Juré                   | 230 (2013)     | –          | – Einw./km²        | 42116      | 42430        |
| Saint-Just-en-Chevalet | 1133 (2013)    | –          | – Einw./km²        | 42248      | 42430        |
| Saint-Marcel-d’Urfé    | 294 (2013)     | –          | – Einw./km²        | 42255      | 42430        |
| Saint-Priest-la-Prugne | 442 (2013)     | –          | – Einw./km²        | 42276      | 42830        |
| Saint-Romain-d’Urfé    | 275 (2013)     | –          | – Einw./km²        | 42282      | 42430        |
| La Tuilière            | 280 (2013)     | –          | – Einw./km²        | 42314      | 42830        |
| Chausseterre           | 241 (2013)     | –          | – Einw./km²        | 42339      | 42430        |